# Giovanni Anastasi (Händler)
Giovanni Anastasi, auch Giovanni d’Anastasi, Jean d’Anastasy, Ioannis Anastasiou (* 1765 in Nordgriechenland; † 6. August 1860 in Alexandria) war ein in Ägypten tätiger griechischer Kaufmann und Antikenhändler.

## Leben
Giovanni Anastasi wurde im damals osmanischen Nordgriechenland geboren, entweder in Thessaloniki oder Serres. Sein Vater ging um 1797 nach Ägypten, wo er ein Geschäft als Lieferant der französischen Truppen aufbaute, nach deren Vertreibung jedoch bankrottging. Giovanni konnte erneut ein blühendes Geschäft als Händler, insbesondere von Getreide, und Reeder aufbauen und war von 1828  bis 1857 als schwedischer Konsul in Ägypten tätig. Neben seinen anderen Geschäften begann er mit dem Handel von ägyptischen Antiken, die er direkt von der einheimischen Bevölkerung etwa in Sakkara und Theben erwarb. Er verkaufte 1828 mit Francis Barthow eine große Sammlung von ca. 6000 Stücken über Livorno in Italien an die holländische Regierung für das Museum in Leiden, eine weitere 1839 an das British Museum und eine dritte Sammlung von 1129 Nummern wurde 1857 in Paris versteigert. Teile seines Vermögens vermachte er schwedischen Wohltätigkeitsorganisationen und einen großen Sarkophag dem Stockholmer Museum.
Er ist nicht zu verwechseln mit dem gleichfalls griechischen, in Ägypten tätigen Antikenhändler Giovanni d’Athanasi (1798–1854).